# Мексиканець (фільм, 2001)
«Мексиканець» (англ. The Mexican) — американський фільм 2001 року режисера Ґора Вербінскі виробництва компанії DreamWorks.

## Сюжет
Дрібний гангстер Джеррі Велбах отримує в один день відразу два ультиматуми. Його бос — ватажок банди — вимагає, щоб Джеррі терміново розшукав у Мексиці безцінний антикварний пістолет «Мексиканець», або негайно повернув усі борги. Його подружка Саманта теж ставить питання руба: або вона, або банда. З двох зол Джеррі вибирає менше і вирушає до Мексики за пістолетом. Але незабаром з'ясовується, що дістати «Мексиканця» мріє не він один, а ще й два професійні кілери.

## У ролях
- Бред Пітт — Джеррі Велбах
- Джулія Робертс — Саманта Барзель
- Джеймс Гандольфіні — Вінстон Болдрі
- Дж. К. Симмонс — Тед Слокум
- Боб Балабан — Берні Нейман
- Шерман Авґустус — Лерой
- Девід Крамхолц — Бек
- Джин Гекмен — Арнольд Марголіс
- Сальвадор Санчес — зброяр
- Кастуло Герра — Джо, власник ломбарду